# Katarzyna Snopko
Katarzyna Snopko (ur. 11 sierpnia 1965 w Warszawie) – polska gimnastyczka sportowa, olimpijka z Moskwy 1980.
Zawodniczka klubu Legii Warszawa. Wielokrotna mistrzyni Polski w:
- wieloboju indywidualnym w latach 1980, 1981,
- ćwiczeniach wolnych w latach 1981, 1982,
- ćwiczeniach na poręczach w roku 1982,
- ćwiczeniach na równoważni w roku 1981

Na igrzyskach olimpijskich w 1980 roku w Moskwie zajęła:
- 7. miejsce w wieloboju drużynowym (partnerkami w drużynie były: (Anita Jokiel, Łucja Matraszek, Wiesława Żelaskowska, Agata Jaroszek, Małgorzata Majza),
- 38. miejsce w ćwiczeniach wolnych,
- 41. miejsce w skoku przez konia,
- 43. miejsce w ćwiczeniach poręczach,
- 44. miejsce w wieloboju indywidualnym,
- 55. miejsce w ćwiczeniach na równoważni.